# Macrobiotus ocotensis
Macrobiotus ocotensis är en djurart som tillhör fylumet trögkrypare, och som beskrevs av Giovanni Pilato 2006. Macrobiotus ocotensis ingår i släktet Macrobiotus och familjen Macrobiotidae. Inga underarter finns listade i Catalogue of Life.